# Sylbach
Sylbach è una località (Stadtteil) della Germania situata nel Land della Baviera. Il suo territorio è ricompreso in quello del comune di Haßfurt.